# Pantelimon
Pantelimon (rumænsk udtale: [panteliˈmon]) er en by i distriktet Ilfov i Muntenien, Rumænien. Byen — grænser mod vest op til den rumænske hovedstad, Bukarest — har et areal på 69 km². Dens navn er afledt af den græskes helgen Sankt Pantaleon.
Byen har 32.873 (2021) indbyggere.

## Geografi
Byen ligger midt på den Rumænske slette, på venstre bred af floden Colentina, som adskiller den fra Bukarest, og danner tre opstemmede søer undervejs: Dobroești-søen (ro), Pantelimon-søen (ro), og Cernica-søen (ro).
Byen grænser mod sydvest op til Bukarest, mod vest til Dobroești kommune, mod nordvest til byen Voluntari, mod nord til Afumați kommune, mod nordøst med Găneasa kommune, mod øst med Brănești kommune, og mod syd med Cernica og Glina kommuner.
Den østlige del af Pantelimon er dækket af Cernica-skoven, en rest af den gamle Codrii Vlăsiei. Floden Pasărea løber gennem skoven og danner grænsen til Brănești.